# 두배자루마디개미아과
두배자루마디개미아과는 개미과에 속하는 개미의 아과이다. 두배자루마디개미아과에는 약 140개의 하위 속이 있으며, 두배자루개미아과에 속하는 개미들은 전 세계에 고르게 퍼져 산다. 번데기는 고치를 만들지 않는다. 어떤 종들은 침을 가지고 있기도 하다. 두배자루개미아과에 속하는 개미들은 이름 그대로 배자루마디가 두개이다. 둥지는 영구적이며(군대개미와 달리) 토양, 썩어가는 나무, 돌 밑 또는 나무 아래에 둥지를 짓는다.

## 하위 족
- 아타족 (Attini)
- 꼬리치레개미족 (Crematogastrini)
- 뿔개미족 (Myrmicini)
- 열마디개미족 (Solenopsis)
- 매듭개미족 (Stenammini)
- Pogonomyrmecini